# Клинтон-авеню — Вашингтон-авеню (линия Кросстаун, Ай-эн-ди)
|   |   |   |   |
| · | · | · | · |

|   |   |   |   |
| · | · | · | · |

«Клинтон-авеню — Вашингтон-авеню» (англ. Clinton–Washington Avenues) — станция Нью-Йоркского метрополитена, расположенная на линии Кросстаун, Ай-эн-ди. Станция находится на Лафайет-авеню между Клинтон-авеню и Вашингтон-авеню в округе Клинтон-Хилл, Бруклин. На станции останавливается маршрут G (круглосуточно).

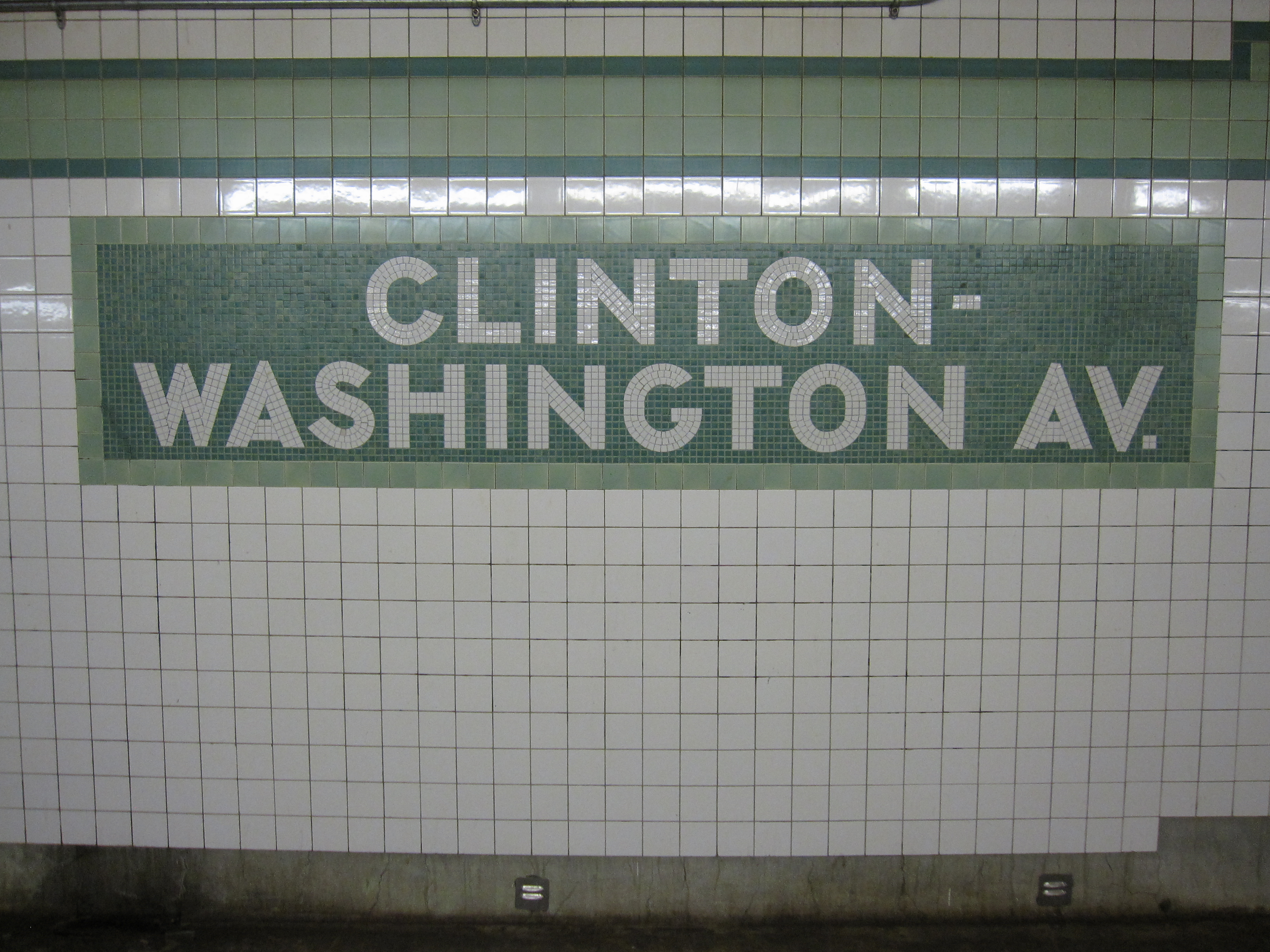
Мозаика с названием станции

Станция была открыта 1 июля 1937 года. Представлена двумя боковыми платформами и двумя путями между ними. Стены покрыты белой плиткой со светло-зелёной декоративной линией. Также имеются мозаики с полным названием станции "CLINTON - WASHINGTON AV". Под декоративной линией есть маленькие чёрные мозаики с половиной названия станции. Мозаики, на которых написано "CLINTON", чередуются с мозаиками "WASHINGTON". Обе мозаики выполнены белыми буквами на чёрном фоне. Балочные колонны станции окрашены в жёлтый цвет и на них также имеется название станции в виде чёрных табличек.
Над станцией находится мезонин во всю её длину. Он поддерживается такими же, как и на станции, жёлтыми балочными колоннами. В обоих концах мезонина есть круглосуточные выходы и зоны оплаты. В южном конце (географически - западном) лестницы выходят на северо-восточный и юго-западный углы перекрёстка Клинтон-авеню и Лафайет-авеню. В северном конце (географически - восточном) лестницы выходят на восточные углы перекрёстка Вашингтон-авеню и Лафайет-авеню. В центре мезонина находятся две лестницы, соединяющие мезонин с платформами.
Мезонин украшают пять различных фресок:
- "Night and Day" Джимми Портера. Установлена в 1998 г.,
- "Safe Passage" Дэна Симонса,
- Безымянная работа художника Маку,
- "Fusion" Джамаля Инса. Установлена в 2000 г.,
- "Mercury" Джона Вудроу Келли. Установлена в 2000 г.

## Ближайшие достопримечательности
- Институт Пратта
- Университет Адельфи
- Колледж Святого Иосифа
- Высшая школа имени епископа Луглина